# Timo Suhonen
Timo Suhonen, född 1974, är en finländsk politiker (Socialdemokraterna). Han är ledamot av Finlands riksdag sedan 2023.
Suhonen blev invald i riksdagsvalet 2023 med 6 510 röster från Savolax-Karelens valkrets.